# Maurice Denham
William Maurice Denham OBE (n. 23 decembrie 1909, Greater London, Anglia, Regatul Unit al Marii Britanii și Irlandei – d. 24 iulie 2002, Greater London, Anglia, Regatul Unit) a fost un actor englez, care a apărut în peste 100 de programe de televiziune și filme în lunga sa carieră.

## Biografie și carieră
Denham s-a născut în Beckenham, Kent, ca fiul  Eleanorei Winifred (născută Lillico) și a lui Norman Denham. A fost al treilea copil din cei patru: Norman Keith (1907), Winifred Joan (1908) și Charles (1915). A fost educat la Școala Tonbridge și a fost instruit ca inginer de ascensoare. La fel ca și  actorul și colegul său James Robertson Justice, a jucat rugby ca amator pentru Beckenham RFC.
În 1936, s-a căsătorit cu Elizabeth Dunn, cu care a avut doi fii și o fiică: Christopher (1939), Timothy (1946) și Virginia (1948). Elizabeth a murit în 1971.
A fost distins cu Ordinul Imperiului Britanic în 1992. A murit în 2002, la 92 de ani la Denville Hall, în nordul Londrei.
Denham a devenit în cele din urmă actor în 1934 și a apărut în emisiunile de televiziune live încă din 1938, continuând să cânte în acel mediu până în 1997.

## Filmografie
- The Man Within (1947) - Smuggler
- The Upturned Glass (1947) - Mobile Policeman
- They Made Me a Fugitive (1947) - Mr Fenshaw
- Holiday Camp (1947) - Camp Doctor
- Jassy (1947) - Jim Stoner
- Captain Boycott (1947) - Lt. Col. StrickLand
- Fame Is the Spur (1947) - Prison Doctor No. 2 (nemenționat)
- Take My Life (1947) - Defending Counsel
- The End of the River (1947) - Defending Counsel
- Easy Money (1948) - Detective-Inspector Kirby
- Blanche Fury (1948) - Maj. Fraser
- Escape (1948) - Crown Counsel
- Daybreak (1948) - Inspector
- Miranda (1948) - Cockle Vendor
- Oliver Twist (1948) - Chief of Police
- My Brother's Keeper (1948) - Supt. Trent
- London Belongs to Me (1948) - Jack Rufus
- The Blind Goddess (1948) - Johnson, The Butler
- Quartet (1948) - Coroner (segment "The Allen Corn")
- Here Come the Huggetts (1948) - 1st Engineer
- Look Before You Love (1948) - Fosser
- Once Upon a Dream (1949) - Vicar
- The Blue Lagoon (1949) - Ship Captain
- It's Not Cricket (1949) - Otto Fisch
- A Boy, a Girl and a Bike (1949) - Bill Martin
- Poet's Pub (1949) - PC Windle
- Don't Ever Leave Me (1949) - Mr Knowles
- Madness of the Heart (1949) - Simon Blake
- Landfall (1949) - Wing Cmdr. Hewitt
- The Spider and the Fly (1949) - Colonel de la Roche
- Traveller's Joy (1950) - Fowler
- No Highway (1951) - Major Pearl (nemenționat)
- Time Bomb (1953) - Jim Warrilow
- The Net (1953) - Prof. Carrington (nemenționat)
- Street Corner (1953) - Mr. Dawson
- Malta Story (1953) - British Officer (nemenționat)
- The Million Pound Note (1954) - Jonathan Reid
- Eight O'Clock Walk (1954) - Horace Clifford
- The Purple Plain (1954) - Blore
- Carrington V.C. (1954) - Lt Col Reeve
- Animal Farm (1954) - All Animals (voci)
- Doctor at Sea (1955) - Easter
- Simon and Laura (1955) - Wilson
- 23 Paces to Baker Street (1956) - Inspector Grovening
- The Spanish Gardener (1956) - Pedro (voce)
- Checkpoint (1956) - Ted Thornhill
- Barnacle Bill (1957) - Crowley
- Night of the Demon (1957) - Professor Harrington
- The Captain's Table (1959) - Major Broster
- Our Man in Havana (1959) - Admiral
- Two-Way Stretch (1960) - The Governor
- Sink the Bismarck! (1960) - Commander Richards
- The Greengage Summer (1961) - Uncle William
- The Mark (1961) - Arnold Cartwright
- Invasion Quartet (1961) - Dr Barker
- H.M.S. Defiant (1962) - Mr Goss (Ship's Surgeon)
- The King's Breakfast (1963) - Narrator (voce)
- The Very Edge (1963) - Crawford
- Paranoiac (1963) - John Kossett
- Long Past Glory (TV film) (1963) - Charles
- The 7th Dawn (1964) - Tarlton
- Operation Crossbow (1965) - RAF Officer
- Hysteria (1965) - Hemmings
- Those Magnificent Men in Their Flying Machines (1965) - Trawler Skipper
- Omorurile alfabetice (The Alphabet Murders, 1965) - Inspectorul Japp
- The Nanny (1965) - Dr. Beammaster
- Eroii de la Telemark (The Heroes of Telemark, (1965) - Doctor
- The Uncle (1965) - Mr. Ream
- The Night Caller (1965) - Dr Morley
- After the Fox (1966) - Chief of Interpol
- Jules Verne's Rocket to the Moon (1967) - Narator (voce, nemenționat)
- The Long Duel (1967) - Governor
- Danger Route (1967) - Peter Ravenspur
- Grădina torturii (Torture Garden, 1967) - Unchiul Roger (segment 1 "Enoch")
- Attack on the Iron Coast (1968) - Rear Admiral Sir Frederick Grafton
- Negatives (1968) - The Father
- Some Girls Do (1969) - Mr. Mortimer
- Midas Run (1969) - Charles Crittenden
- A Touch of Love (1969) - Doctor Prothero
- The Best House in London (1969) - Editor of The Times
- The Virgin and the Gypsy (1970) - The Rector
- Countess Dracula (1971) - Master Fabio, Castle Historian
- Sunday Bloody Sunday (1971) - Mr Greville
- Nicholas and Alexandra (1971) - Kokovtsov
- The Day of the Jackal (1973) - General Colbert
- Luther (1973) - Johann von Staupitz
- Fall of Eagles (1974) - Kaiser Wilhelm I
- Shout at the Devil (1976) - Mr Smythe
- Julia (1977) - Undertaker
- Secret Army (1977) - Father Girard
- Martin Luther, Heretic (1983) - Father Staupitz
- The Chain (1984) - Grandpa
- Mr Love (1985) - Theo
- 84 Charing Cross Road (1987) - George Martin
- Miss Marple: Martorul fără dovezi (4.50 from Paddington, 1987) - Luther Crackenthorpe
- Inspector Morse (1991) - Lance Mandeville
- Casualty (1997) - Mr Turnbull